# Pascal Gibon

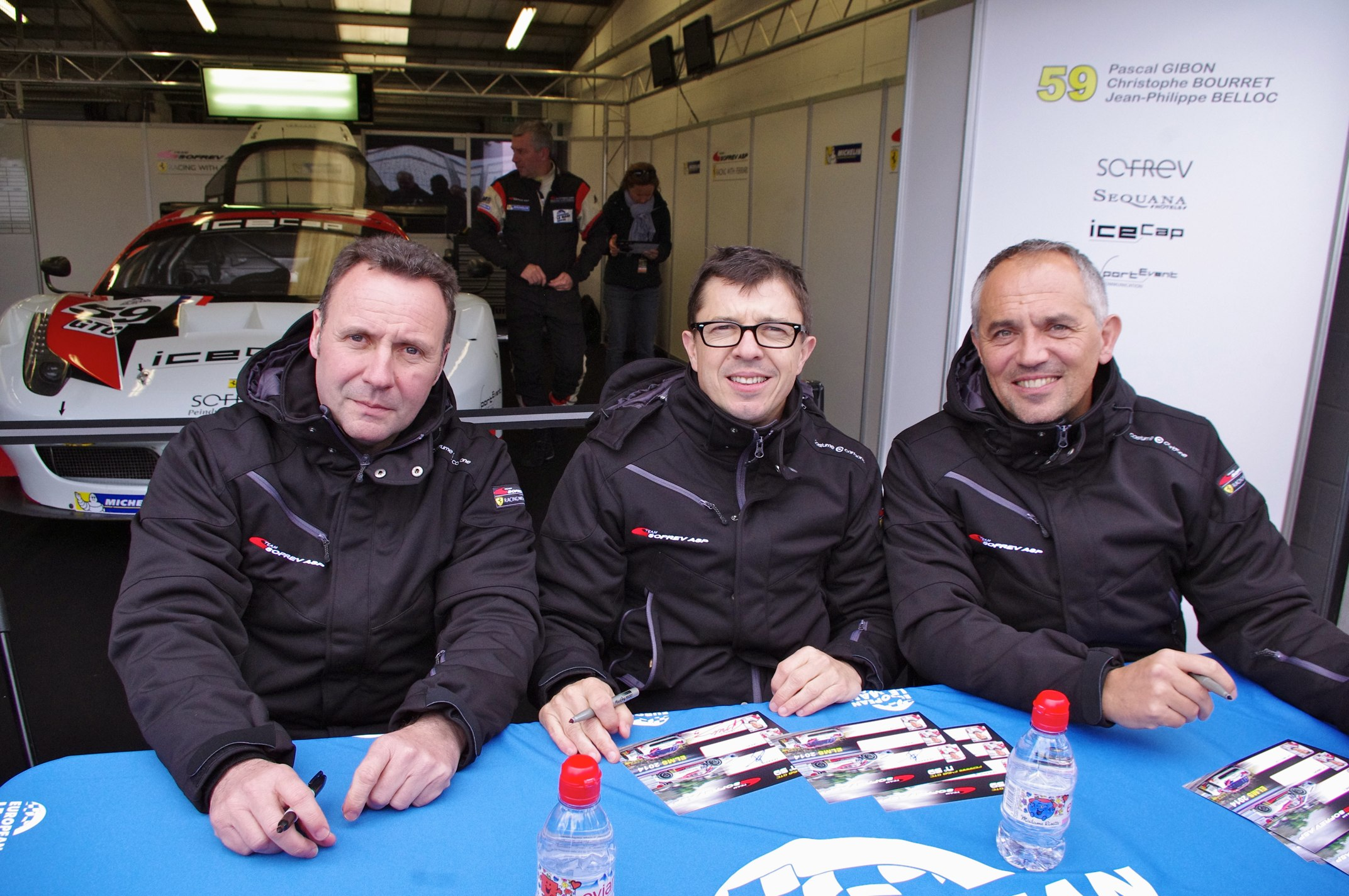
Pascal Gibon (links) 2014

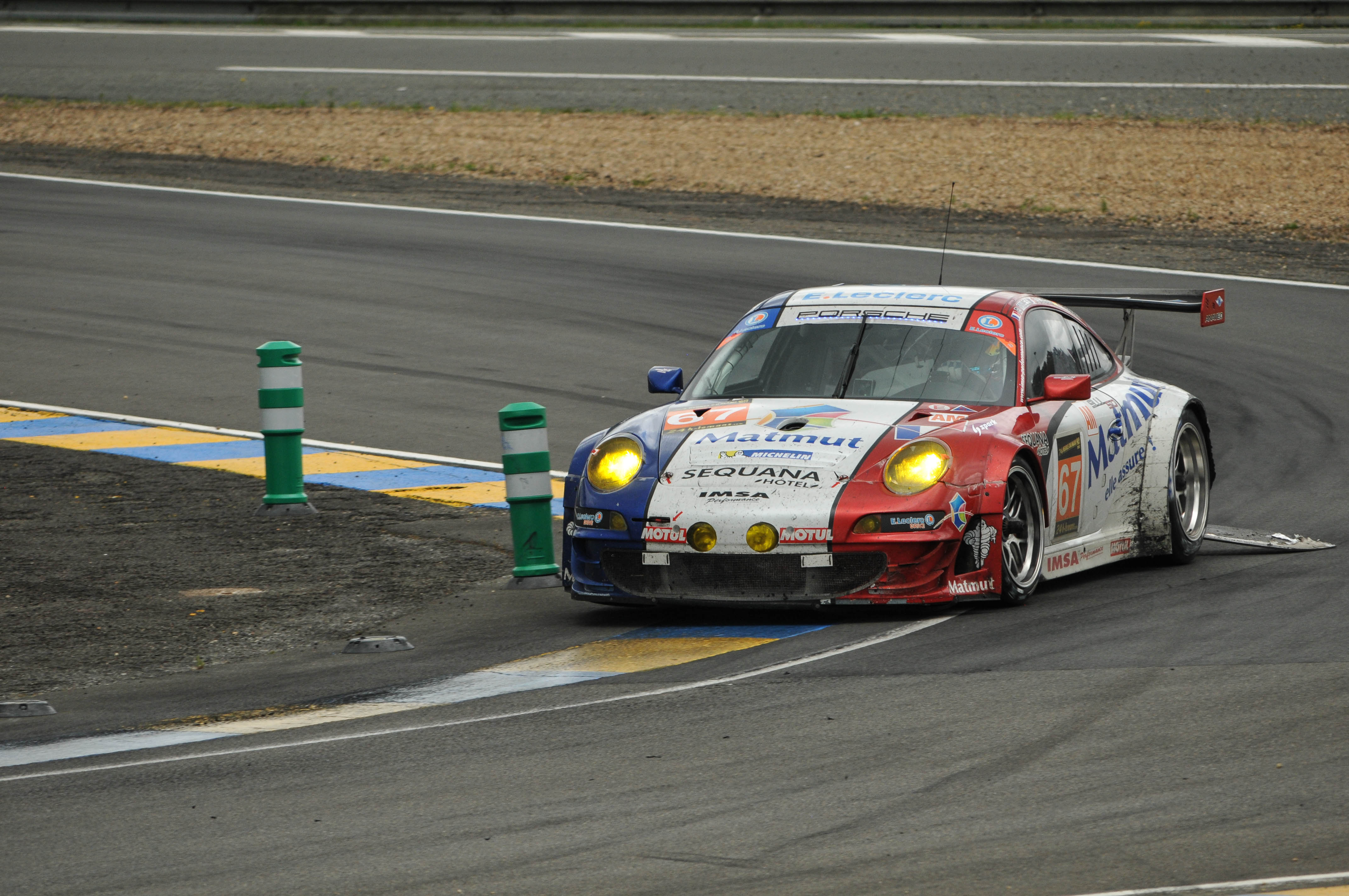
Der Porsche 997 GT3 RSR von Wolf Henzler, Patrice Miles und Pascal Gibon beim 24-Stunden-Rennen von Le Mans 2013

Pascal Patrice Gibon (* 9. Juni 1961 in Paris) ist ein französischer Autorennfahrer und Unternehmer.

## Karriere im Motorsport
Pascal Gibon begann spät mit dem Motorsport und ist seit 2009 als Amateur-Rennfahrer aktiv. Dreimal war er inzwischen beim 24-Stunden-Rennen von Le Mans am Start. Sein Debüt gab er 2011. Bei diesem Le-Mans-Rennen erreichte er als Partner von Jean-Philippe Belloc und Christophe Bourret auf einem von Larbre Compétition gemeldeten Porsche 997 GT3 RSR mit dem 21. Rang seinen bisher besten Rang im Schlussklassement. Neben Einsätzen bei den International GT Open fuhr er Rennen in der FIA-Langstrecken-Weltmeisterschaft, der European Le Mans Series und der Blancpain Endurance Series. 2013 sicherte er sich die Gesamtwertung der V de V-Michelin-Endurance-Series.

## Unternehmer
Pascal Gibon ist als Finanzinvestor tätig und in Frankreich Besitzer und Manager einiger Hotels.

## Statistik

### Le-Mans-Ergebnisse
| Jahr | Team                    | Fahrzeug                | Teamkollege          | Teamkollege        | Platzierung | Ausfallgrund |
| ---- | ----------------------- | ----------------------- | -------------------- | ------------------ | ----------- | ------------ |
| 2011 | Larbre Compétition      | Porsche 997 GT3 RSR     | Jean-Philippe Belloc | Christophe Bourret | Rang 21     |              |
| 2012 | Larbre Compétition      | Chevrolet Corvette C6.R | Jean-Philippe Belloc | Christophe Bourret | Rang 28     |              |
| 2013 | IMSA Performance Matmut | Porsche 997 GT3 RSR     | Wolf Henzler         | Patrice Miles      | Rang 33     |              |

### Sebring-Ergebnisse
| Jahr | Team               | Fahrzeug                  | Teamkollege          | Teamkollege        | Platzierung | Ausfallgrund |
| ---- | ------------------ | ------------------------- | -------------------- | ------------------ | ----------- | ------------ |
| 2012 | Larbre Compétition | Chevrolet Corvette C6-ZR1 | Jean-Philippe Belloc | Christophe Bourret | Rang 29     |              |

### Einzelergebnisse in der FIA-Langstrecken-Weltmeisterschaft
| Saison | Team               | Rennwagen               | 1   | 2   | 3   | 4   | 5   | 6   | 7   | 8   |
| ------ | ------------------ | ----------------------- | --- | --- | --- | --- | --- | --- | --- | --- |
| 2012   | Larbre Compétition | Chevrolet Corvette C6.R | SEB | SPA | LEM | SIL | SAO | BAH | FUJ | SHA |
| 2012   | Larbre Compétition | Chevrolet Corvette C6.R | 29  |     | 28  | 29  | 21  | 22  | 24  | 23  |
| 2013   | IMSA Performance   | Porsche 997 GT3 RSR     | SIL | SPA | LEM | SAO | AUS | FUJ | SHA | BAH |
| 2013   | IMSA Performance   | Porsche 997 GT3 RSR     | 33  |     |     |     |     |     |     |     |